# Elysia chlorotica
Elysia chlorotica ist eine im Meer lebende Schneckenart aus der Familie der Placobranchidae in der Unterordnung der Schlundsackschnecken (Sacoglossa).

## Beschreibung
Elysia chlorotica hat einen blattförmigen, leicht durchscheinenden Körper mit einem Paar Kopftentakeln, ist von smaragdgrüner Farbe und gelbgold gesäumt. Die Schnecke ist ein Hermaphrodit. Die Schnecke erreicht eine Länge von bis zu 3 cm, bleibt jedoch häufig deutlich kleiner. Der Körper ist grün, wobei die Farbe von hellgrün über dunkelgrün bis dunkelbraungrün oder schwarzgrün variieren kann, und weist helle Punkte von grüner, blauer oder roter Farbe auf. Die Oberfläche scheint eine samtartige Beschaffenheit zu haben.

## Verbreitung
Elysia chlorotica kommt im flachen Brackwasser an der nordamerikanischen Atlantikküste von Nova Scotia bis Florida vor.

## Lebensweise
Elysia chlorotica beginnt ihr Leben als Larve, die zunächst freischwimmend in der Freiwasserzone lebt. Elysia chlorotica ernährt sich von Algen der Art Vaucheria litorea. Dabei werden die Chloroplasten dieser Alge nicht verdaut, sondern funktionsfähig in den Organismus der Schnecke übernommen; sie werden daraufhin als Kleptoplasten bezeichnet.
Diese Aufnahme der Chloroplasten ist für die Entwicklung zum adulten Tier unerlässlich. Die Kleptoplasten werden in spezialisierten Zellen, die um den Verdauungstrakt lokalisiert sind, eingelagert und bleiben über mehrere Monate hinweg photosynthetisch aktiv. Daher wird Elysia chlorotica neben vier weiteren Sacoglossa-Arten zu den Long-term-Retention-Arten (LtR) gezählt. Neben den LtR wird zwischen Short-term-Retention- und Non-Retention-Arten unterschieden, bei denen die Kleptoplasten bereits nach wenigen Wochen beziehungsweise sofort verdaut werden.
Durch die Aufnahme der Kleptoplasten wird Elysia chlorotica wahrscheinlich zu einer photoheterotrophen Lebensweise befähigt.  Photoautotrophie konnte nicht nachgewiesen werden. Es wird jedoch diskutiert, ob die Kleptoplasten zur Anreicherung von Stärke als Energiespeicher dienen. Darüber hinaus wird diskutiert, ob und welche Rollen Kleptoplasten im Stoffwechsel und der Ontogenese übernehmen und inwieweit sie zur Tarnung dienen.